# Trinh T. Minh Ha
Trinh T. Minh-ha, née en 1952 à Hanoi, au Vietnam, est une réalisatrice, écrivaine, théoricienne de la littérature, compositrice et professeur aux départements de « Gender and Women's Studies » et « Rhetoric » à l'Université Berkeley.   
Ses films les plus connus sont Reassemblage, réalisé en 1982, et Surname Viet Given Name Nam, réalisé en 1985. Elle a reçu de nombreux prix et récompenses, dont le National Independent Filmmaker Maya Deren Award décerné par l'American Film Institute, et des bourses de la John Simon Guggenheim Foundation, le National Endowment for the Arts et le California Arts Council. Ses films ont fait l'objet de vingt rétrospectives à travers le monde.

## Biographie
Trinh T. Minh-ha est née à Hanoï, au Vietnam. Elle grandit à Saïgon pendant la guerre du Vietnam. Elle étudie entre autres le piano et la composition musicale au National Conservatory of Music and Theater de Saïgon. Trinh T. Minh-ha émigre aux États-Unis en 1970. Elle poursuit des études de musique, d'ethnomusicologie et de littérature française à l'University of Illinois, à Champaign-Urbana, où elle reçoit son doctorat. Elle est professeure à l'université de Berkeley depuis 1994 et au Department of Rhetoric depuis 1997. Elle a aussi enseigné à Harvard, Smith, Cornell, San Francisco State University, the University of Illinois, Ochanomizu University au Japon, et au Conservatoire national de musique du Sénégal.

## Théorie de la littérature
La théorie de la littérature développée par Trinh T. Minh-ha est de celle qui défie les frontières nationales et qui résiste aux définitions uniques.[non neutre] Elle se concentre sur les thèmes de l'interaction transculturelle, de la transition, de la production et de la perception de la différence et sur les croisements entre technologie et colonisation. L'influence que la technologie et le cyberespace ont eu en matière de « faire et défaire l'identité »  a été le sujet central de ses plus récents travaux. Pour Trinh T. Minh-ha, le concept d'« ailleurs » (le sujet de son livre de 2011, « Elswhere, Within Here: Immigration Refugeeism and the Boudary Event ») croise l'idée d'« autres inapproprié.es » - « inappropriate/d other. » Si elle élabore ce concept dans les années 1980, la notion d'« autres inapproprié.es » reste un élément important dans son travail, de cinéaste et de critique.

## Approche critique entre l'écrit et le film
Minh-ha n'envisage pas le processus d'écriture et de réalisation cinématographique comme étant de nature différente, elle pense « davantage en termes de processus de transformation », plutôt que de message réel. Le message se présente pendant la création. Cela est clair lorsqu'on examine des œuvres publiées comme D-Passage, qui rassemble des éléments de théories littéraire aux côtés de ses films et scénarios.

## Films
En 2012, plusieurs de ses films sont projetés au Palais de Tokyo à Paris, dans le cadre de l'exposition Intense Proximity, curatée par Okwui Enwezor. En 2016, son film Forgetting Vietnam fait partie de la sélection du Cinéma du Réel du Centre Pompidou. En 2017, son œuvre filmique fait l'objet d'une rétrospective initiée par Françoise Vergès directrice de la chaire Global South du Collège d'Études mondiales.

### Reassemblage(40 min, 1982)
Reassemblageest le premier film de Trinh T. Minh-ha en 16 mm.Il a été tourné au Sénégal et est sorti en 1982. Dans ce film, Trinh T. Minh-ha explique que son intention est de « ne pas parler sur/juste parler au plus près », contrairement à la plupart des documentaires ethnographiques. Le film est un montage d'images fugaces du Sénégal sans commentaire, hormis quelques énoncés de Trinh T. Minh-ha. Aucun de ces énoncés n'entend assigner une signification aux images. La musique alterne avec les moments de silence. La réalisatrice refuse de faire un film « sur » une « culture ». Ce film est étudié dans les cours d'études critiques visuelles et anthropologiques.

### Naked Spaces - Living is Round (135 min, 1985)
Ce film est constitué de tournages réalisés dans six pays différents de l’Afrique de l’ouest. Trinh T. Minh-ha y met en évidence les relations poétiques et organiques entre corps, espace social et habitat, mais aussi, avec la musique au travers du rythme des images. Le film entend représenter les cultures du Sud, à travers les figures féminines qui y sont prédominantes dans des scènes de la vie quotidienne, en s'éloignant d'une vision exotisante.
Dans Naked Spaces, Living Is Round, les images de Trinh T. Minh-ha suggèrent un processus d'interprétation comme une explication à résister aux préjugés et à la perpétuation des stéréotypes, car, comme il y est énoncé d'emblée dès le début du film, celui-ci ne sera « ni descriptif, ni informatif, ni intéressant ».

### Surname Viet Given Name Nam (108 min, 1989)
Ce film, contrairement à ce que le titre laisserait penser, n'a pas été tourné au Vietnam. Surname Viet Given Name Nam présente les interviews de cinq femmes contemporaines vietnamiennes vivant aux États-Unis, qui racontent leurs expériences liées à la guerre et à l'après-guerre (la chute de Saïgon), en alternance avec des images issues des actualités et des archives. Trinh T. Minh-ha utilise le dispositif de l'interview pour brouiller les pistes entre le vrai et le faux, le réel et la fiction, et ce faisant, elle interroge la forme même de l'interview et du documentaire.

#### Récompenses
Le film Surname Viet, Given Name Nam a obtenu la récompense le premier prix du Blue Ribbon Award à l' American Film and Video Festival ; le 'Merit Award au Bombay International Film Festival, le premier prix du Film As Art, SECA (Society for the Encouragement of Contemporary Art), San Francisco.

### Shoot for the Contents (102 min, 1991)
Le titre du film est un jeu de mots entre le nom d’un jeu chinois ancien et sur les éléments constituants d'un film. Faisant largement écho aux manifestations de la place Tian’anmen en 1989, il interroge les glissements culturels et politiques de la Chine contemporaine.

### A Tale of Love (108 min, 1995) (fiction)
Le film A Tale of Love suit la quête d’une femme amoureuse de l’amour et revisite les histoires d’amour dans leurs dimensions fictionnelles, notamment à travers la thématique du voyeurisme. Pour ce film, Trinh T. Minh-ha s'est inspirée du chef-d’œuvre de la littérature vietnamienne Le Conte de Kieu, écrit par le poète Nguyen Du au début du XIXe siècle.

### The Fourth Dimension (87 min, numérique, 2001)
Dans le film The Fourth Dimension le virtuel et la réalité, le moi et l’autre, l’humain et la machine, le fait et le fantasme, se téléscopent.

### Night Passage(98 min, numérique, 2004) (fiction)
Le film Night Passage est un hommage au roman Milky Way Railroad écrit par Miyazawa Kenji. Film onirique qui explore les thématiques de l'amitié, de la mort, au cours d'un voyage en train. Le train symbolise aussi le passage du temps, le rythme.

## Publications
- Un art sans œuvre, ou, l'anonymat dans les arts contemporains (International Book Publishers, Inc., 1981)
- African Spaces - Designs for Living in Upper Volta (in coll. with Jean-Paul Bourdier, Holmes & Meier, 1985)
- En minuscules (book of poems, Édition Le Meridien, 1987)
- Woman, Native, Other. Writing postcoloniality and feminism (Indiana University Press, 1989)

German Edition: trans. Kathrina Menke, Vienna & Berlin: Verlag Turia & Kant, 2010.
Japanese Edition: trans. Kazuko Takemura, Tokyo: Iwanami Shoten, 1995.
- Femmes, indigène, autre - écrire le féminisme et la postcolonialité, traduit par Julia Burtin Zortea & Claire Richard, éd. B42, Paris, 2022.
- Out There: Marginalisation in Contemporary Culture (co-editor with Cornel West, R. Ferguson & M. Gever. New Museum of Contemporary Art and M.I.T. Press, 1990)
- When the Moon Waxes Red. Representation, gender and cultural politics (Routledge, 1991)

Japanese Edition : trans. Fukuko Kobayashi, Tokyo: Misuzu Publishers, 1996.
- Framer Framed (Routledge, 1992)
- Drawn from African Dwellings (in coll. with Jean-Paul Bourdier, Indiana University Press, 1996)
- Cinema Interval (Routledge, 1999)
- Trinh T. Minh-ha / Secession (Secession, 2001)
- The Digital Film Event (Routledge, 2005)
- Habiter un monde (in coll. with Jean-Paul Bourdier, Éditions Alternatives, 2005)

English Edition: Vernacular Architecture in West Africa: A World in Dwelling (in coll. with Jean-Paul Bourdier, Routledge, 2011)
- Elsewhere, Within Here: Immigration, Refugeeism and the Boundary Event (Routledge, 2011)

Swedish Edition: Nagon annanstans, har inne (Translated by Goran Dahlberg and Elin Talji; Glänta, 2012)
Japanese Edition: trans. Fukuko Kobayashi. Tokyo: Heibonsha Ltd., 2013.
- D-Passage: The Digital Way (Duke University Press, 2013)

## Installations
- 2007 : Old Land New Waters (2007, Prefecture Museum and museum of Fine Arts of Okinawa, Japan; 2008, Chechnya Emergency Biennale; 2008, Third Guangzhou Art Triennale; 2009, Prefecture Museum and museum of Fine Arts of Okinawa, Japan)
- 2006 : L’Autre marche, en collaboration avec Jean-Paul Bourdier, Musée du Quai Branly
- 2005 : Bodies of the Desert, Gallery Blu, Santa Clara
- 2003 : The Desert is Watching, en collaboration avec Jean-Paul Bourdier, Kyoto Art Biennale)
- 1999 : Nothing But Ways, en collaboration avec Lynn Marie Kirby, Yerba Buena Center for the Arts, San Francisco
- 1995 : Photo-montage, San Francisco State University

## Musique
- 1975 : Four Pieces for Electronic Music, Université of Illinois
- 1976 : Poems. Composition for Percussion Ensemble, Université of Illinois Percussion Ensemble, dirigé par Denis Wiziecki